# Мейденхед
Мейденхе́д (англ. Maidenhead) — город в Великобритании.

## География и история
Расположен на юге Англии, в восточной части графства Беркшир, в 41 километре от вокзала Чаринг-Кросс в Лондоне. Мейденхед лежит на правом берегу реки Темза. Административно входит в состав унитарной единицы Виндзор и Мейденхед. 
В Средневековье здесь был построен мост Мейденхед-бридж (англ.), от которого и рос город. Численность населения Мейденхеда равна 58 848 человек (на 2001 год). Так как для того, чтобы доехать из Мейденхеда в Лондон поездом, автомобилем либо автобусом требуется не более получаса, город стал своего рода спальным районом для рабочих и служащих британской столицы.

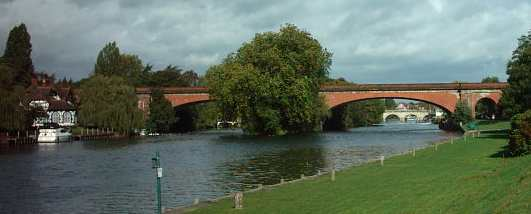
Мейденхед. Мосты через Темзу

## Города — партнёры
- Бад-Годесберг
- Фраскати
- Сен-Клу